# Chanaton
Channaton  (hebräisch חַנָּתֹן Ḥannaton, deutsch ‚Gnadengeschenk‘, Plene auch חנתון) ist ein 1984 gegründeter Kibbuz im Regionalverband Nieder-Galiläa im Nordbezirk von Israel. 2018 lebten im Kibbuz 963 Menschen.

## Geschichte

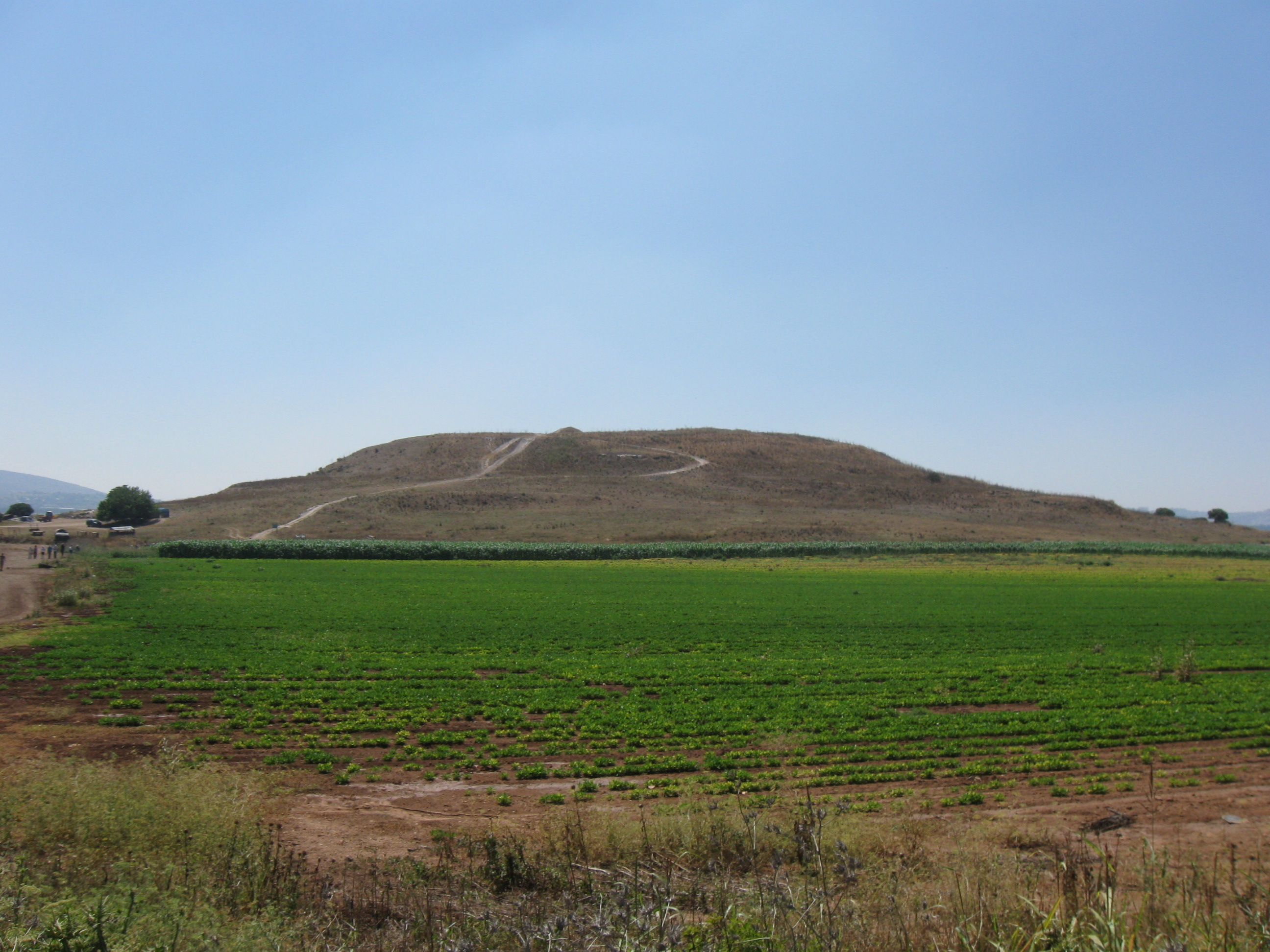
Tel Channaton

Der Name des Kibbuz geht auf den biblischen Stadtstaat zurück, der in den Amarna-Briefen von 1350 bis 1335 v. Chr. als Chinnatuna oder Chinnatuni/Chinnatunu beschrieben wird. Der in der Amarna-Korrespondenz beschriebene Ort befand sich sehr wahrscheinlich auf dem direkt östlich vom Kibbuz gelegenen Tel Channaton (תֵּל חַנָּתוֹן). Channaton wird auch im Buch Josua (19,14) erwähnt. Seit 2023 finden auf dem Tel Channaton archäologische Ausgrabungen statt.